# Флатакер, Эрик
Эрик Ховден Флатакер (норв. Erik Hovden Flataker; род. 26 декабря 2004, Молёй, Согн-ог-Фьюране) — норвежский футболист, нападающий шведского АИК.

## Клубная карьера
Футболом начал заниматься в пятилетнем возрасте в клубе «Скавёйполль». Летом 2018 года в 13-летнем возрасте был приглашён в программу подготовки талантов, организованную Норвежской футбольной ассоциацией. Затем выступал за юношеские команды «Согн-ог-Фьюран», «Торнадо Молёй» и «Молёй». В 2020 году присоединился к молодёжной команде «Согндала». С весны 2021 года стал привлекаться к тренировкам с главной командой и участию в товарищеских встречах. За основной состав впервые сыграл 11 апреля 2022 года в матче первого дивизиона со «Стабеком».
15 июля 2025 года перешёл в шведский АИК, с которым подписал контракт, рассчитанный на четыре с половиной года. 20 июля во встрече с «Мьельбю» дебютировал в чемпионате Швеции, появившись на поле в стартовом составе.

## Карьера в сборной
Выступал за юношеские сборные Норвегии различных возрастов. В июле 2023 года в составе сборной до 19 лет принимал участие в чемпионате Европы. На турнире принял участие в четырёх встречах: с Грецией (5:3)ref>Norway U19 - Greece U19, Jul 4, 2023 (англ.). transfermarkt.com (4 июля 2023).</ref>, Исландией (1:1) и Испанией (0:0) на групповом этапе и с Португалией (0:5) в полуфинале. Во встрече с греками забил один из мячей своей команды.

## Клубная статистика
| Выступление      | Выступление      | Выступление      | Лига | Лига | Кубки | Кубки | Конт. кубки | Конт. кубки | Итого | Итого |
| Клуб             | Лига             | Сезон            | Игры | Голы | Игры  | Голы  | Игры        | Голы        | Игры  | Голы  |
| ---------------- | ---------------- | ---------------- | ---- | ---- | ----- | ----- | ----------- | ----------- | ----- | ----- |
| Согндал          | ОБОС-лига        | 2022             | 10   | 0    | 2     | 1     | 0           | 0           | 12    | 1     |
| Согндал          | ОБОС-лига        | 2023             | 24   | 4    | 3     | 0     | 0           | 0           | 27    | 4     |
| Согндал          | ОБОС-лига        | 2024             | 30   | 7    | 3     | 0     | 0           | 0           | 33    | 7     |
| Согндал          | ОБОС-лига        | 2025             | 6    | 4    | 3     | 2     | 0           | 0           | 9     | 6     |
| Согндал          | Итого            | Итого            | 70   | 15   | 11    | 3     | 0           | 0           | 81    | 18    |
| АИК              | Алльсвенскан     | 2025             | 1    | 0    | 0     | 0     | 0           | 0           | 1     | 0     |
| АИК              | Итого            | Итого            | 1    | 0    | 0     | 0     | 0           | 0           | 1     | 0     |
| Всего за карьеру | Всего за карьеру | Всего за карьеру | 71   | 15   | 11    | 3     | 0           | 0           | 82    | 18    |